# Tabanus parachrysater
Tabanus parachrysater är en tvåvingeart som beskrevs av Yao 1984. Tabanus parachrysater ingår i släktet Tabanus och familjen bromsar. Inga underarter finns listade i Catalogue of Life.